# Leptocera aequilimbata
Leptocera aequilimbata är en tvåvingeart som beskrevs av Oswald Duda 1925. Leptocera aequilimbata ingår i släktet Leptocera och familjen hoppflugor. Inga underarter finns listade i Catalogue of Life.